# Catedral de San Miguel Arcángel (Tha Rae)
La Catedral de San Miguel Arcángel es el nombre que recibe la principal iglesia católica en la localidad de Tha Rae (también escrito como Ban Tha Rae, บ้านท่าแร่,) en el distrito de  Mueang Sakon Nakhon que hace parte de la provincia de Sakon Nakhon al noreste del país asiático de Tailandia cerca del vecino Laos.
La arquitectura del edificio se asemeja a la de un bote, como una forma de recordar la importancia de este medio de transporte en el área. Muy cerca se encuentra una escultura de San Miguel Arcángel quien da su nombre a la catedral además de esculturas dedicadas a San José, a la Virgen María y otros personajes bíblicos. Los primeros católicos que llegaron a esta área de Tailandia emigraron desde la cercana Vietnam alrededor de 1884 cuando esta estaba bajo la influencia de Francia.
El templo sigue el rito romano o latino de la Iglesia Católica y es la sede o iglesia madre de la Arquidiócesis de Thare y Nonseng (Archidioecesis Tharensis et Nonsengensis, เขตมิสซังท่าแร่-หนองแสง) que empezó como vicariato apostólico de Laos en 1899 mediante la bula «breve In principis» del papa León XIII y que ascendió a su actual estatus mediante la bula «Qui in fastigio» del papa Pablo VI en 1965.
En la actualidad el templo se encuentra bajo la responsabilidad apostólica del Arzobispo Anthony Weradet Chaiseri.

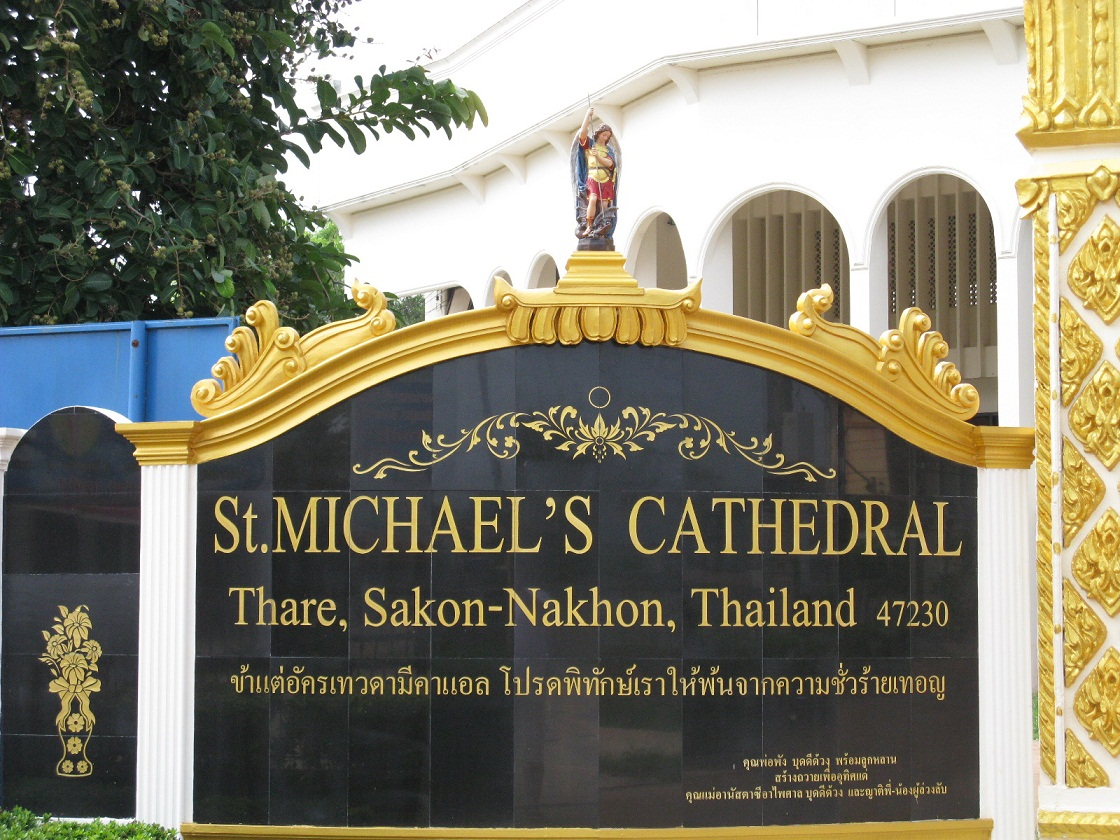
Placa de la Iglesia